# DVU Schleswig-Holstein
DVU Schleswig-Holstein war der Landesverband der als rechtsextrem eingestuften Partei Deutsche Volksunion (DVU) in Schleswig-Holstein. Von 1992 bis 1996 war sie im dortigen Landtag vertreten, jedoch zerfiel die Landtagsfraktion nach bereits einem Jahr. Nachdem 1996 der Wiedereinzug misslungen war, trat die Partei in diesem Bundesland nicht mehr zur Wahl an. Der DVU-Landesverband wurde 2011 im Zuge der Fusion mit der NPD aufgelöst. Landesvorsitzende waren unter anderem Ingo Stawitz, Klaus Sojka und Renate Köhler. Letzte Landesvorsitzende war Ingeborg Lobocki.

## Abgeordnete im Landtag von Schleswig-Holstein
Bei der schleswig-holsteinischen Landtagswahl am 4. April 1992 erreichte die DVU 6,3 % der Stimmen und wurde drittstärkste Partei. Sie zog mit sechs Abgeordneten in den dortigen Landtag ein.
Bei der Wahl am 24. März 1996 scheiterte sie jedoch mit 4,3 % an der Fünfprozenthürde; bei den Landtagswahlen von 2000, 2005, 2009 und 2012 trat sie nicht an. Abgeordnete waren:
- Manfred Clasen † 1992
- Benvenuto-Paul Friese (ab 1993 DLVH, ab 1995 wieder DVU)
- Renate Köhler † 2014
- Ingo Schachtschneider (nachgerückt für Clasen, ab 1993 DLVH)
- Ingo Stawitz (ab 1993 DLVH)
- Helmut Thienemann (ab 1993 fraktionslos, ab 1995 wieder DVU), † 2022
- Karin Voß (ab 1993 DLVH) † 2013

## Parlamentarische Arbeit
Vorsitzender der sechsköpfigen Landtagsfraktion in Schleswig-Holstein wurde Ingo Stawitz. Nur wenige Wochen nach Beginn der Legislaturperiode verstarb der Abgeordnete Manfred Clasen an einem Herzinfarkt; für ihn rückte Ingo Schachtschneider nach.
Die Abgeordneten nahmen an den Plenarsitzungen des Landtags teil, arbeiteten aber nicht in den Ausschüssen mit. Stattdessen behinderten sie den Landtag durch eine Antrags- und Anfragenflut, die sich vor allem auf die Themen Asyl- und Ausländerpolitik konzentrierte. Anträge waren meistens so formuliert, dass sie schon im Antragstext Ausländer verletzende Positionen ausdrückten, so z. B. „Untersuchung aller Asylbewerber auf Seuchen“. Auch in Redebeiträgen zeigte sich die Fraktion ausländerfeindlich, kritisierte Asylbewerber als Kriminelle und führte das niedrige Bildungsniveau auf die Überlastung der Schulen durch Ausländer zurück. Zudem versuchte die Fraktion die Verbrechen des Nationalsozialismus und die Kriegsschuld Deutschlands zu relativieren. Ein Antrag lautete zum Beispiel auf „Reinigung der Schulbücher von antideutschem Schmutz und Schund“. Parlamentspräsidentin Ute Erdsiek weigerte sich, diesen Antrag zu besprechen.
Die DVU-Fraktion verweigerte die Teilnahme an einer bereits während des Zweiten Golfkriegs vereinbarten Israel-Besuch des Landtags. Zu einem weiteren Eklat kam es, als die DVU-Fraktion bei einer Kranzniederlegung am KZ Neuengamme bei Hamburg bewusst die Formulierung „Den  Opfern  der  Gewaltherrschaft  und  des  alliierten Terrors“ verwendete, die offen ließ, welche Gewaltherrschaft gemeint war sowie mit der Erwähnung eines „alliierten Terrors“ die Verbrechen relativierte. Die Fraktion hatte auch nicht an einem gemeinsamen Besuchs des Lagers teilgenommen.
Das Verhalten der DVU war Anlass einer Debatte im Schleswig-Holsteinischen Landtag bei der unter dem Titel Nationalsozialistische Gewaltverbrechen und der neue Rechtsextremismus von DVU und anderen Organisationen verhandelt wurde. Während der Debatte bezeichnete der frühere Kultusminister Peter Bendixen (CDU) die DVU in Replik auf den Zentrums-Politiker Joseph Wirth als  Feinde des Volkes und warf ihnen vor, dumpfe Deutschtümelei und Hasstiraden in einem deutschen Parlament salonfähig gemacht zu haben.
Ende Mai 1993 zerfiel die Fraktion nach nur einem Jahr; bereits einen Monat zuvor war die Abgeordnete Renate Köhler, die sich als einzige loyal zur Bundespartei verhalten hatte, auf Anraten der selbigen aus der Fraktion ausgetreten. Die Abgeordneten waren mit der Bundespartei in einen Streit über Finanzen geraten. Stawitz warf infolgedessen dem DVU-Bundesvorsitzenden Gerhard Frey vor, „an Geld und nicht an einer Politik für die deutsche Sache interessiert zu sein“. Ähnlich äußerte sich Thienemann: „Geld ist für den Alles – da haben wir nicht mitgespielt“. Ausdruck dieser Streitigkeiten wurde schließlich ein von Frey angestrengtes Verfahren gegen Ingo Stawitz wegen zweier nicht bezahlter Anzeigen in der Deutschen Wochen-Zeitung im Wert von 64.000 DM. Die Klage wurde letztlich vom Landgericht Itzehoe abgewiesen.
Die fünf abtrünnigen Abgeordneten wollten zunächst zu den Republikanern übertreten, wurden dort jedoch aufgrund deren Ruhstorfer Abgrenzungsbeschluss aus dem Jahr 1990 nicht aufgenommen. Schließlich traten dann die Abgeordneten Schachtschneider, Stawitz und Voß zur DLVH über, ein halbes Jahr später auch Friese, wodurch sie mit vier Abgeordneten (dem Minimum für eine Landtagsfraktion in Schleswig-Holstein) eine eigenständige Fraktion bilden konnte; Thienemann verblieb fraktionslos. Mitte des Jahres 1995 kehrte Friese jedoch zur DVU zurück und somit verlor die DLVH ihren Fraktionsstatus wieder. Thienemann kehrte während dieser Zeit ebenfalls zur DVU zurück.
Die Kieler Staatsanwaltschaft ermittelte gegen die DVU-Fraktion wegen des Verdachts der Untreue und Unterschlagung. Das Verfahren wurde eingestellt, nachdem die DVU-Abgeordneten die gesamte Büroausstattung an die Landtagsverwaltung zurückgegeben hatten. In einem weiteren Ermittlungsverfahren wurde deutlich, dass die DVU-Fraktion letztlich als Marionette Freys eingesetzt wurde, um Gelder für seinen Verlag zu akquirieren. Im Rahmen eines weiteren Verfahrens, diesmal angestrengt von der DVU selbst, nachdem Ute Erdsieck der Partei die Rückerstattung der Wahlkampfkosten wegen Unregelmäßigkeiten verweigert hatte, wurde deutlich, dass die DVU Schleswig-Holstein ihre Parteitage unter dubiosen und konspirativen Bedingungen abhielt. Dennoch siegte die DVU in der gerichtlichen Auseinandersetzung und bekam die Wahlkosten erstattet.

## Weitere Geschichte
Die DVU Schleswig-Holstein war einer der vier Landesverbände der DVU, der sich 2010/11 gegen die Fusion der DVU mit der NPD aussprach. Nach einer Klage der DVU Schleswig-Holstein wurde die Fusion vom Landgericht München I in einer einstweiligen Verfügung für unwirksam erklärt. Die Gegner der Fusion von DVU und NPD ließen ihre Anwälte das Hauptsacheverfahren im Mai 2012 aber für erledigt erklären. Die Fusion von DVU und NPD ist damit gültig.
Viele ehemalige DVU-Mitglieder machten die Fusion jedoch nicht mit und sammelten sich in der von Christian Worch gegründeten Partei Die Rechte, darunter auch Ingeborg Lobocki, die letzte Vorsitzende der Partei. Sie wurde stellvertretende Vorsitzende von Die Rechte.